# Handelskammaren Mälardalen
Handelskammaren Mälardalen är en privat näringslivsorganisation som verkar för företagen i Örebro och Västmanlands län samt Eskilstuna och Strängnäs kommuner.
Handelskammaren Mälardalen är en av elva handelskamrar i Sverige. Handelskammaren Mälardalen har funnits sedan 1907 och har som syfte att främja företagens tillväxt och företräda deras intressen. Det görs genom att erbjuda nätverk, kunskap och driva viktiga frågor inom infrastruktur, kompetensförsörjning och internationell handel.
Den viktigaste skillnaden gentemot andra näringslivsorganisationer är rollen som oberoende tredje part vid exempelvis värderingar, anbudsöppning och legalisering av handelsdokument samt den starka regionala förankringen.  
Handelskammaren Mälardalen består av en ideell organisation och ett serviceaktiebolag. Handelskammarens högsta beslutade organ är fullmäktige som består av 36-72 representanter för medlemsföretagen. Fullmäktige väljer inom sig ett presidium (styrelse) med 10 ledamöter, som i sin tur utser VD.
Handelskammaren är en del av ett globalt nätverk med cirka 12 000 handelskammare och medlem av ICC (International Chambers of Commerce)